# Felix culpa
Felix culpa es una frase latina compuesta por las palabras felix (que significa "feliz", "con suerte" o "bendecido") y culpa (que significa "culpa" o "falla"), y en la tradición Católica se traduce frecuentemente como "feliz culpa", como en el pregón de la misa de la Vigilia Pascual: O felix culpa quae talem et tantum meruit habere redemptorem, "Oh feliz culpa que nos ganó tan grande, tan glorioso Redentor."
La expresión latina felix culpa deriva de los escritos de San Agustín acerca de la Caída del hombre, la fuente del pecado original: "Pues [Dios] juzgó más conveniente sacar bienes de los males que impedir todos los males" (en latín: Melius enim iudicavit de malis benefacere, quam mala nihil esse permittere.) Esta frase aparece en forma lírica cantada anualmente en el pregón de la Vigilia Pascual: "O felix culpa quae talem et tantum meruit habere redemptorem," "¡Oh feliz la culpa que mereció tal Redentor!" El teólogo medieval Tomás de Aquino cita esta frase en su explicación sobre al principio de que "Dios permite los males para sacar así un bien mayor" que subyace a la relación causal entre el pecado original y la Encarnación del Redentor Divino, por lo que concluye que un estado superior no está inhibido por el pecado. El santo Católico Ambrosio habla también de afortunada ruina de Adán en el Jardín del Edén en tanto que su pecado trajo a la humanidad un mayor bien que si se hubiera mantenido perfectamente inocente. En el apéndice a la Teodicea de Leibniz, él responde a la objeción que acusa a quien no escoge el mejor curso debe ser falto de poder, conocimiento o bondad; al responder Leibniz se refiere a la felix culpa.
El concepto también existe en la tradición hebrea en el Éxodo de los Israelitas de Egipto y está asociado con el juicio de Dios. Aunque no es una caída, el razonamiento es que, sin su exilio en el desierto, los Israelitas no tendrían la alegría de llegar a la tierra prometida. Con su sufrimiento, llegó la esperanza de la victoria y su vida restaurada.
En un contexto literario, el término "felix culpa" puede describir cómo una serie de eventos desafortunados puede llevar eventualmente a un resultado más feliz. El concepto teológico es uno de los temas subyacentes de la novela de ciencia ficción The Fortunate Fall, escrita por Rafael Carter; el título de la novela viene explícitamente de la frase latina. También es el tema del texto en inglés Adam lay ybounden, de autor desconocido del siglo XV, y es usado en varias formas, como en las frases "Foenix culprit", "Poor Felix Culapert!" y "phaymix cupplerts" por James Joyce en Finnegans Wake.
En la filosofía de la religión, "felix culpa" se considera como una categoría de la teodicea , en respuesta al problema del mal. Aunque por lo general se discute históricamente, aún hay filósofos contemporáneos, tales como Alvin Plantinga, que defienden la teodicea de felix culpa.